# Richard Richards
Richard Noel Richards (ur. 24 sierpnia 1946 w Key West na Florydzie) – amerykański oficer marynarki wojennej, lotnik wojskowy, pilot doświadczalny, inżynier chemik i astronauta.

## Życiorys
Dzieciństwo spędził w Houston, w 1964 ukończył szkołę w Saint Louis, w 1969 inżynierię chemiczną na University of Missouri, a w 1970 studia z zakresu systemów aeronautycznych na University of West Florida. Następnie służył w United States Navy jako lotnik morski, w 1976 został skierowany na kurs do United States Naval Test Pilot School w Naval Air Station Patuxent River w stanie Maryland, po ukończeniu którego (z wyróżnieniem) został pilotem doświadczalnym. Ma wylatane ponad 5300 godzin na 16 typach samolotów. 19 maja 1980 został wyselekcjonowany przez NASA jako kandydat na astronautę, w sierpniu 1981 ukończył astronautyczne szkolenie przygotowawcze. Od 8 do 13 sierpnia 1989 był pilotem misji STS-28 trwającej 5 dni i godzinę; start nastąpił z Centrum Kosmicznego Johna F. Kennedy’ego na Florydzie, a lądowanie w Edwards Air Force Base w Kalifornii. Od 6 do 10 października 1990 był dowódcą misji STS-41 trwającej 4 dni, 2 godziny i 10 minut. Od 25 czerwca do 9 lipca 1992 dowodził misją STS-50 trwającą 13 dni, 19 godzin i 30 minut. Od 9 do 20 września 1994 był dowódcą misji STS-64 trwającej 10 dni, 22 godziny i 49 minut.
Łącznie spędził w kosmosie 33 dni, 21 godzin i 29 minut. W kwietniu 1995 opuścił NASA.